# Shota Lomidze
Shota Lomidze (Georgia, Unión Soviética, 20 de enero de 1936-23 de octubre de 1993) fue un deportista soviético especialista en lucha libre olímpica donde llegó a ser subcampeón olímpico en México 1968.

## Carrera deportiva
En los Juegos Olímpicos de 1968 celebrados en México ganó la medalla de plata en lucha libre olímpica estilo peso ligero-pesado, tras el luchador turco Ahmet Ayık (oro) y por delante del húngaro József Csatári (bronce).